# هيروشي كاتاياما (لاعب كرة قاعدة)
هيروشي كاتاياما (باليابانية: 片山博視؛ بالكانا: かたやま ひろし) هو لاعب كرة قاعدة ياباني، ولد في 19 أبريل 1987 في Mihara District, Hyōgo ‏ في اليابان.

## وصلات خارجية
- هيروشي كاتاياما (لاعب كرة قاعدة) على موقع الدوري الياباني لكرة القاعدة (الإنجليزية)
- هيروشي كاتاياما (لاعب كرة قاعدة) على موقعبيزبول رفرنس.كوم (الدوري الثانوي) (الإنجليزية)